# Pyrgilauda davidiana
Pyrgilauda davidiana е вид птица от семейство Врабчови (Passeridae).

## Разпространение
Видът е разпространен в Индия, Китай, Монголия и Русия.